# 九条師孝
九条 師孝（くじょう もろたか）は、江戸時代前期から中期にかけての公卿。関白・九条輔実の長男。官位は従三位・左近衛大将。九条家22代当主。号は如法光院。

## 経歴
元禄元年（1688年）、九条輔実の子として誕生。元禄10年（1697年）2月8日従三位に叙される。
宝永6年4月23日（1709年6月1日）、右近衛大将となる。正徳2年12月18日（1713年1月14日）、辞任し同日左近衛大将となった。
正徳3年6月25日（1713年8月15日）に辞官、薨去。

## 系譜
- 父：九条輔実（1669-1730）
- 母：益子内親王（1669-1738） - 後西天皇の第十皇女
- 妻：浅野綱長の娘
- 養子
  - 男子：九条幸教（1700-1728） - 九条輔実の子